# Amano Megumi wa Sukidarake!
Amano Megumi Wa Sukidarake é uma série de mangá japonesa escrita e ilustrada por Nekoguchi. Foi serializada primeiramente na revista Shonen Sunday Super de Agosto a Outubro de 2015. Em Dezembro de 2015 foi transferida para a revista Weekly Shonen Sunday.
Embora ainda não haja traduções oficiais para outros idiomas, já é possível encontrar traduções não oficiais na internet, inclusive em português.

## Sinopse
Shindo Manabu é um adolescente que trabalha arduamente ao tentar candidatar-se à Universidade de Tóquio. No entanto, as suas tentativas de estudar são sempre prejudicadas pela sua amiga de infância Amano Megumi, que é sempre descuidada à sua volta, dando a Manabu algumas vistas privilegiadas do seu corpo voluptuoso. Como resultado, isto leva-o a uma série de situações divertidas.

## Personagens
Manabu Shindō (進藤 学, Shindō Manabu)
Manabu é um estudante estudioso, amigo de infância de Megumi. Sua família é proprietária de um restaurante chamado Shindōken.
Megumi Amano (天野 めぐみ, Amano Megumi)
Megumi é uma estudante do ensino médio amiga de infância de Manabu. Embora esteja apaixonada por Manabu, ela não confessou isso a ele. Ela é membro do clube de kendo.

## Publicação
Amano Megumi wa Sukidarake! é escrito e ilustrado por Nekoguchi. Foi publicado pela primeira vez na revista Shonen Sunday Super de 25 de Agosto a 24 de Outubro de 2015. Em seguida, foi transferido para a revista Weekly Shōnen Sunday, onde iniciou sua publicação em 16 de Dezembro de 2015. Shogakukan reuniu seus capítulos em volumes individuais de tankobon. O primeiro volume foi publicado em 18 de março de 2016.  Em abril de 2021 foi anunciado que o mangá finalizaria no volume 24